# Simonne Monet-Chartrand
Pour les articles homonymes, voir Monet et Chartrand.
Simonne Monet-Chartrand, née 4 novembre 1919 à Montréal (Québec), morte le 18 janvier 1993 à Richelieu à l'âge de 73 ans, est une syndicaliste et écrivaine féministe et pacifiste québécoise.

## Biographie
Née dans une famille bourgeoise en 1919,, elle étudie au pensionnat Marie-Rose, propriété des Sœurs des saints Noms de Jésus et de Marie. Toute jeune, elle déplore l'inégalité des chances entre les garçons et les filles et le manque de loisirs offerts aux jeunes filles. Pendant sa jeunesse, elle admirait son père, Amédée Monet, qui était un juge et un député. Son grand-père Dominique Monet, qui avait également été député, s'était opposé à la seconde guerre des Boers.
À l'âge de douze ans, elle tient un journal personnel où elle exprime ses convictions pour la première fois en refusant d'honorer le héros de guerre Dollard des Ormeaux. Ayant adhéré à la Jeunesse étudiante chrétienne en 1937, elle est recrutée par le père Émile Legault, fondateur des Compagnons de Saint-Laurent.
Au sein de ce mouvement militant, elle rencontre des personnalités influentes telles que Gérard Pelletier, Michel Chartrand, Jeanne Sauvé, Claude Ryan et Réal Charbonneau. Elle dirige les conseils d'administration au niveau provincial.
C'est en 1939 qu'elle se sensibilise à la cause du féminisme, révoltée entre autres par le fait que les femmes n'ont pas le droit de vote au Québec. Elle entre en lettres à l'Université de Montréal de 1939 à 1942 où elle suit les cours des historiens Guy Frégault et Lionel Groulx.
Comme son frère Roger, elle est diagnostiquée de la tuberculose, ce qui l'oblige à quitter Montréal pour aller se soigner dans les Laurentides.
Éprise du syndicaliste Michel Chartrand, elle doit défendre son amour auprès de ses parents, qui désapprouvent son choix pour ce jeune homme à la situation non assurée,, un syndicaliste, qui deviendra aussi une des figures de la révolte sociale dans le Québec de l'après-Seconde Guerre mondiale. Elle doit partir à Chicago, mais elle décide finalement de revenir au Québec en 1942 pour l'épouser. L'abbé Groulx bénit leur mariage à la chapelle Notre-Dame du Sacré-Cœur. Elle rédige une solennelle déclaration d'amour pour justifier sa décision.
Active lors de la crise de la conscription, elle adhère au Bloc populaire canadien et aux positions de Henri Bourassa du journal Le Devoir. Simone et son mari militent activement dans la construction d'une société aux valeurs socialistes. Lorsque son mari Michel est emprisonné à la prison Parthenais pendant la crise d'octobre, elle lui écrit des lettres d'amour.
Partageant un idéal commun, Simone Monet et Michel Chartrand restent ensemble leur vie entière. Désirant faire le lien entre toutes choses, Simone conçoit l'unité des aspects culturels, politiques, corporels et spirituels de l'être humain. Profondément croyante, elle tire son inspiration du Corps mystique du Christ, en lequel elle voit le symbole de la perfection communautaire.
Pendant les années 1950, elle vient en aide aux femmes des grévistes dirigés par son mari et organise des comités de secours. Elle insiste pour que les femmes puissent participer aux négociations syndicales.
Mère de sept enfants, elle est une des fondatrices de l'organisme Voix des femmes en 1960 et de la fédération des femmes du Québec en 1966. Au sein du gouvernement canadien, elle soumet des mémoires à la commission d'enquête sur la condition féminine en 1968. Pigiste, elle collabore à plusieurs revues, dont Châtelaine, La Vie en rose et Les têtes de pioche.
Travaillant au syndicat de l'enseignement de Champlain, elle occupe une place importante au sein de la Centrale de l'enseignement du Québec, instaurant un programme d'éducation à la paix au sein de l'enseignement. Monet-Chartrand a également été candidate pour le Parti Rhinocéros.
Elle participe à de nombreux congrès de femmes en Europe de l'Ouest, en Scandinavie et à Moscou et prend son premier contact avec les femmes du Canada anglais.
Elle est l’organisatrice du train de la paix, qui se présente à Ottawa en 1962 pour présenter les revendications des femmes. Monet-Chartrand tient une conférence internationale au moment de l'Expo 67.
Elle se dit particulièrement impressionnée par la féministe Gro Harlem Brundtland, qui fut la première femme à diriger la Norvège. Ses voyages la mènent jusqu'au Moyen-Orient et à Bagdad, où elle représente la ligue des droits de la personne du Québec.
Parallèlement, elle garde des contacts avec des féministes québécoises comme Thérèse Casgrain, Ghislaine Laurendeau, Solange Chaput-Rolland et Judith Jasmin. Lors de l'année internationale de la femme en 1975, elle donne des conférences à travers le Québec.
Pacifiste, elle s'oppose à la Seconde Guerre mondiale, la guerre de Corée, la guerre froide, la guerre du Viêt Nam et la guerre du Golfe. La guerre lui paraît immorale, inhumaine et injuste, et elle ne croit pas la guerre juste. Son positionnement anti-nucléaire remonte aux explosions de Hiroshima et Nagasaki.
En 1978 et 1979, elle retourne aux études à l'université Concordia. En 1981, elle publie son premier ouvrage une autobiographie intitulée Ma vie comme rivière,.
Pendant les années 1980, elle se joint au regroupement Artistes pour la paix. Elle participe à l'année internationale de la paix de 1986 et elle publie son second ouvrage en 1988, intitulé L'Espoir et le défi de la paix. Formée en histoire, elle écrit l'histoire des femmes du Québec en 1990.
En 1992, elle déclare que son dernier souhait pour les femmes est l'égalité conjugale et sociale dans la maternité. Atteinte de cancer généralisé, elle meurt le 18 janvier 1993. Ses funérailles sont célébrées à la cocathédrale Saint-Antoine-de-Padoue de Longueuil.
Les cinéastes Alain Chartrand (son fils) et Diane Cailhier ont réalisé un film en 1996 sur la vie de Simonne Monet-Chartrand intitulé Ma vie comme rivière. Ils ont également réalisé une télésérie en 2000 appelée Chartrand et Simonne avec les comédiens Luc Picard et Geneviève Rioux.

## Honneurs
- 1992 - Prix Idola St-Jean
- Nom d'un pavillon au Cégep Garneau
- Nom d'un centre pour femmes victimes de violence conjugale et leurs enfants
- Nom de la bibliothèque du Cégep Marie-Victorin
- Nom de la salle multifonctionnelle à l'école secondaire De Rochebelle
- Nom d’une école primaire à Montréal
- Nom d'une promenade à Montréal
- Timbres en 2023

## Ouvrages publiés
- Ma vie comme rivière, 1981
- L'Espoir et le défi de la paix, 1988
- Pionnières québécoises et regroupements de femmes d'hier à aujourd'hui, 1990
- Les Québécoises et le mouvement pacifiste : 1939-1967, 1993
- Pionnières québécoises et regroupements de femmes : 1970-1990, 1994